# Кам'яний ящик

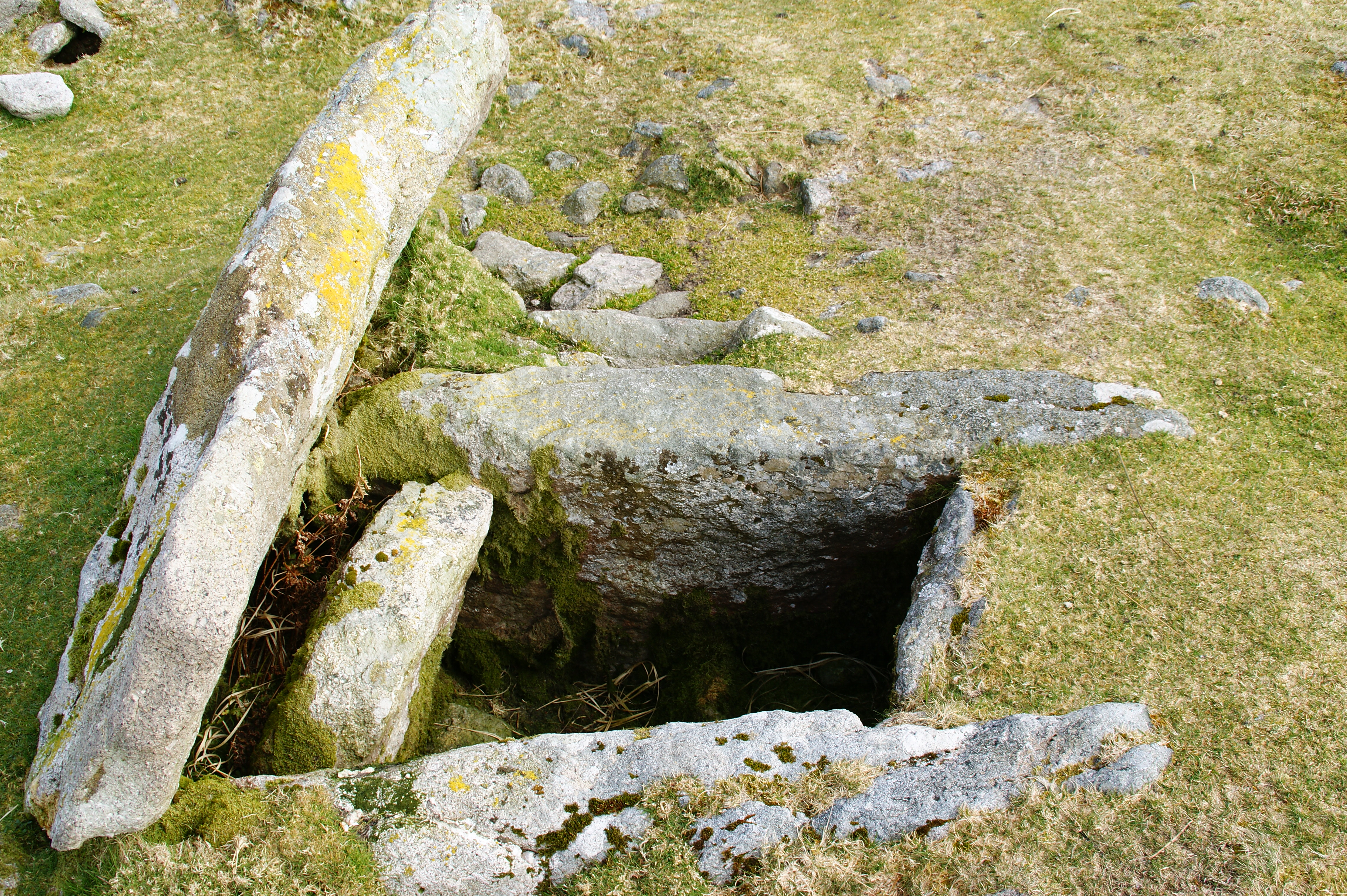
Кам'яний ящик

Кам'яний ящик — стародавня похоронна споруда прямокутної форми, стіни і покрівля якої складено з кам'яних плит. Створювалися в широкому ареалі в епоху бронзи для поховання однієї людини або групи, і були відомі у різних археологічних культурах. Над ящиком міг влаштовуватися курган, або він зводився як самостійна споруда. Подібні пам'ятники відомі в усіх районах Кавказу (а на Північному Кавказі аж до XIX століття) і в Криму, де відносяться до культури таврів другої половини I тисячоліття до н. е..

## Ресурси Інтернету
- Исары Горного Крыма. Сакмы Лукоморья [Архівовано 21 липня 2015 у Wayback Machine.]
- Каменные ящики, захоронения тавров. Гарні фотографії. [Архівовано 5 березня 2016 у Wayback Machine.]
- Увлекательная экспедиция в поисках следов Тавров (фото)